# Joe Martin Stage Race
La Joe Martin Stage Race es una carrera ciclista por etapas estadounidense que se disputa en los alrededores de Fayetteville, Arkansas. Fue creada en 1978 con el nombre de Fayetteville Spring Classic. Fue renombrada como Joe Martin Stage Race en 1989, en homenaje a su director de carrera Joe Martin, fallecido en 1988. Está organizada por un club ciclista local, el Fayetteville Wheelmen / Tyson Racing cycling team, y por la sociedad All Sports Productions.
La Joe Martin Stage Race forma parte del USA Cycling National Racing Calendar y a partir del 2015 se integró en el UCI America Tour, en la categoría 2.2.

## Palmarés
| Año  | Ganador            | Segundo            | Tercero             |           |
| ---- | ------------------ | ------------------ | ------------------- | --------- |
| 1996 | Thurlow Rogers     |                    |                     |           |
| 1997 | Kevin Ross         |                    |                     |           |
| 1998 | Shane Thellman     |                    |                     |           |
| 1999 | John Matthews      |                    |                     |           |
| 2000 | Erin Hartwell      |                    |                     |           |
| 2001 | Steven Cate        |                    |                     |           |
| 2002 | Gustavo Carrillo   |                    |                     |           |
| 2003 | Jason McCartney    | Eric Wohlberg      | Benjamin Brooks     |           |
| 2004 | Adam Bergman       | Peter Fairbanks    | Benjamin Brooks     |           |
| 2005 | Scott Moninger     | Karl Menzies       | Benjamin Brooks     |           |
| 2006 | Gordon Fraser      | Ivan Stévic        | Scott Moninger      |           |
| 2007 | Rory Sutherland    | Ivan Stévic        | Christopher Baldwin |           |
| 2008 | Rory Sutherland    | Anthony Colby      | Bernard Van Ulden   |           |
| 2009 | Rory Sutherland    | Ben Jacques-Maynes | Jeremy Vennell      |           |
| 2010 | Luis Romero Amaran | Ben Jacques-Maynes | Jeremy Vennell      |           |
| 2011 | Frank Pipp         | Jeremy Vennell     | César Grajales      |           |
| 2012 | Paco Mancebo       | Shawn Milne        | César Grajales      |           |
| 2013 | Chad Haga          | Paco Mancebo       | Julian Kyer         |           |
| 2014 | Ian Crane          | Ryan Roth          | Ben Jacques-Maynes  |           |
| 2015 | John Murphy        | Gregory Brenes     | Robinson Chalapud   |           |
| 2016 | Neilson Powless    | Nigel Ellsay       | Janier Acevedo      |           |
| 2017 | Robin Carpenter    | Adam de Vos        | Gavin Mannion       |           |
| 2018 | Rubén Companioni   | Brendan Rhim       | Lionel Mawditt      |           |
| 2019 | Stephen Bassett    | James Piccoli      | Alex Hoehn          |           |
| 2020 | cancelada          | cancelada          | cancelada           | cancelada |
| 2021 | Tyler Williams     | Gage Hecht         | Óscar Sevilla       |           |
| 2022 | Jonathan Clarke    | Noah Granigan      | Tyler Stites        |           |
| 2023 | Riley Sheehan      | Tyler Stites       | Kyle Murphy         |           |

## Palmarés por países
| País           | Victorias |
| -------------- | --------- |
| Estados Unidos | 17        |
| Australia      | 4         |
| Canadá         | 2         |
| Cuba           | 2         |
| España         | 1         |
| Guatemala      | 1         |